# Рунозірка шестикутна
Рунозірка шестикутна (Polytrichastrum sexangulare) — вид мохів порядку рунянкальних (Polytrichales).

## Поширення
Батьківщиною є Європа, Північна Америка, Азія.
Населяє ґрунт, гумус, камені, вологі хвойні чи листяні ліси; від помірних до високих висот.

## Характеристика
Рослини середні, з віком від темно-зелених до чорних, у пухких пучках. Стебла 2–8 см, прості, рідко розгалужені. Листки 6–10 мм, прямовисно-розпростерті, коли сухі. Ніжки коробок 2–8 см, блідо-жовтуваті. Коробочки 3–5 мм, 4-кутні, блідо-жовтувато-коричневі. Спори 12–16 мкм.